# Зелімхан Хангошвілі
Зелімхан Хангошвілі (груз. ზელიმხან ხანგოშვილი, рос. Зелимхан Султанович Хангошвили; 15 серпня 1979 — 23 серпня 2019) — етнічний чеченський грузин, колишній командир взводу Чеченської Республіки Ічкерія під час Другої чеченської війни та грузинський військовий офіцер під час російсько-грузинської війни 2008 року. Після війни ФСБ продовжувала вважати Хангошвілі терористом. 23 серпня 2019 року Хангошвілі було вбито в Берліні співробітником  російської спецслужби ФСБ.

## Біографія
Зелімхан Хангошвілі народився 15 серпня 1979 року в сім'ї Султана Хангошвілі в селі Дуїсі в Панкіській ущелині в Грузії, де проживало чисельне етнічне чеченське населення, відоме як кістинці. Там він закінчив школу, а пізніше наприкінці 90-х поїхав працювати в Чечню до свого старшого брата Зураба.
У 2001 році Хангошвілі приєднався до Чеченської Республіки Ічкерія в ході боротьби проти Росії під час Другої чеченської війни. Хангошвілі був польовим командиром і мав тісні зв'язки з колишнім президентом Чечні Асланом Масхадовим. Зелімхан брав участь у нападі на військові та поліцейські сили в Інгушетії та Дагестані у червні 2004 року (Назранський рейд), в результаті якого було вбито 93 поліцейських та цивільних осіб. Під час операції Зелімхан був поранений у ногу.
Повернувшись у Грузію, Хангошвілі командував грузинською антитерористичною військовою частиною в Південній Осетії під час війни 2008 року, але його підрозділ так і не був розгорнутий. У 2016 році Хангошвілі та його сім'я, дружина та четверо дітей попросили притулку в Німеччині після кількох замахів на його життя в Грузії.

## Вбивство
23 серпня 2019 року близько полудня в парку Kleiner Tiergarten у Берліні Хангошвілі повертався із мечеті, коли йому велосипедист двічі вистрілив у голову з пістолета Glock-26. Пізніше пістолет і велосипед були скинуті в річку Шпрее, але зловмисник, ідентифікований німецькою поліцією як 49-річний громадянин Росії Вадим Соколов, був затриманий. Вважається, що Російська держава та чеченський лідер Рамзан Кадиров пов'язані із цим вбивством.
Тіло Хангошвілі перевезли до його рідного села Дуїсі, де похоронили 29 серпня 2019 року.

## Ідентифікація вбивці
Убивця Хангошвілі, затриманий німецькою поліцією, мандрував Європою за російським паспортом, виданим на ім'я Вадим Соколов. За повідомленнями Der Spiegel та інших ЗМІ, підозрюваний спочатку мандрував з Москви до Парижа, а потім до Варшави, де орендував номер у готелі на п'ять днів, протягом яких їздив до Берліна.
Агентство інтернет-розслідувань Bellingcat, а згодом і слідчі органи встановили, що Вадим Соколов насправді був Вадимом Красіковим, який народився в серпні 1965 року в Казахській Соціалістичній Радянській Республіці. Вадим Красиков також був названий підозрюваним у вбивстві російського бізнесмена 19 червня 2013 року в Москві. Вбивство було зафіксовано камерою спостереження і мало схожий почерк: велосипедист вбив бізнесмена ззаду пострілом в голову. Російський Інтерпол подав у розшук на Вадима Красикова 23 квітня 2014 року, але пошук був відкликаний 7 липня 2015 року без зазначення причин. Дослідження Bellingcat дозволяють припустити, що Вадим Красиков був членом елітного спецпідрозділу « Вимпел». Поліцейські вияснили, що Вадим Соколов та Вадим Красиков — одна і та ж особа. З іншого боку, не було встановлено жодних особистих зв'язків між Вадимом Соколовим та Зелімханом Хангошвілі, що говорить про замовний характер убивства.
4 грудня 2019 року розслідування справи взяв на себе федеральний прокурор, оскільки «існувало достатньо фактичних свідчень про те, що вбивство Зелімхана Хангошвілі було доручене або державними органами Російської Федерації, або органами Автономної Чеченської Республіки в складі Російської Федерації». Того ж дня з країни вислано двох співробітників служби військової розвідки ГРУ в посольстві Росії в Берліні. Представник російського МЗС назвав депортацію «недружньою та необґрунтованою» та оголосив про відповідні заходи.
6 грудня 2019 року кілька ЗМІ повідомили, що Федеральна розвідувальна служба Німеччини отримала достовірну інформацію про те, що агент російської спецслужби намагався вбити Вадима Соколова, який перебував під вартою, щоб запобігти можливим заявам від нього. Після цього підозрюваного перевели під суворіший захист.
12 грудня 2019 року МЗС Росії оголосило про висилку у відповідь двох німецьких дипломатів з Росії. Представник російського уряду описав цей крок як «неминучий» і «стандартний дипломатичний процес».
У червні 2020 року федеральний прокурор висунув звинувачення проти російського громадянина, назвавши цей акт замовним вбивством і назвавши Уряд Російської Федерації головним фактором вбивства під замовлення. На думку сторони обвинувачення, передумовою замовлення убивства була опозиція Хангошвілі центральній владі Росії, урядам автономних республік Чечні та Інгушетії та проросійському уряду Грузії. Обвинувачення також назвало «Романа Д.» як можливого співучасника. Це підтвердило висновок Bellingcat про те, що у вбивстві брало участь більше однієї людини.